# Ransom (Kansas)
Pour les articles homonymes, voir Ransom.
Ransom est une municipalité américaine située dans le comté de Ness au Kansas.
Lors du recensement de 2010, sa population est de 294 habitants.

## Géographie
Ransom est située dans les Grandes Plaines de l'ouest du Kansas.
La municipalité s'étend sur 0,32 mille carré (0,83 km2).

## Histoire et patrimoine
Le bureau de poste local ouvre en 1887 sous le nom d'Ogdensburgh. Il est renommé Ransom l'année suivante, en l'honneur du militaire Thomas E. G. Ransom (en). Le bourg se trouve sur le tracé du Missouri Pacific Railroad.
La maison d'Henry Tilley, située sur West 2d Street, est inscrite au Registre national des lieux historiques. Construite en 1898, et modifiée en 1912, c'est un exemple typique des maisons en calcaire de cette époque. Propriétaire d'une carrière, Tilley a construit plusieurs bâtiments en calcaire à Ransom (commerces, église, école) ; sa maison en est cependant le dernier vestige.

## Démographie
Selon l'American Community Survey de 2018, la population de Ransom est très majoritairement blanche (94 %) et parle l'anglais à la maison (97 %). Elle comprend une petite minorité asiatique (3 %) et amérindienne (1 %). Son âge médian de 52 ans est supérieur de 15 ans à celui du pays. Elle connait un taux de pauvreté de 4,6 %, largement inférieur à la moyenne nationale.